# Покер
Покер је популарна карташка игра у којој се играчи са затвореним или делимично затвореним картама кладе у средишњи пот. Пот осваја особа са најјачом комбинацијом карата или особа која је повисила улог, а остали су одустали. Покер се игра  широм света, али на неким местима се правила могу разликовати. Док се најранији познати облик игре играо са само 20 карата, данас се обично игра са стандардним шпилом, иако се у земљама где су кратки пакети уобичајени, може играти са 32, 40 или 48 карата. Тако се покер игре разликују по конфигурацији шпила, броју карата у игри, броју подељених с лицем нагоре или лицем надоле, и броју који деле сви играчи, али све имају правила која укључују једну или више рунди клађења.
У већини модерних покер игара, прва рунда клађења почиње тако што један или више играча направи неки облик принудне опкладе (блинд или анти). У стандардном покеру, сваки играч се клади према рангу за који верује да његова рука вреди у поређењу са другим играчима. Радња се затим одвија у смеру казаљке на сату, јер сваки играч заузврат мора или да се уклопи (или да „позове“) максималну претходну опкладу, или да одустане, губећи износ улог до сада и сву даљу укљученост у руци. Играч који одговара опклади такође може да „повиси” (повећа) опкладу. Рунда клађења се завршава када сви играчи или позову последњу опкладу или одустану. Ако сви осим једног играча одустану у било којој рунди, преостали играч узима пот без потребе да открије своју руку. Ако више од једног играча остане у игри након последње рунде клађења, одиграва се обрачун где се откривају руке, а играч са победничком руком узима пот.
Са изузетком почетних мандаторних опклада, новац се самовољно ставља у пот од стране играча који било верује да опклада има позитивну очекивану вредност или који покушава да блефира друге играче из различитих стратешких разлога. Дакле, док исход било које одређене руке значајно укључује случајност, дугорочна очекивања играча одређена су њиховим акцијама изабраним на основу вероватноће, психологије и теорије игара.
Покер је постао популаран од почетка 20. века, и прерастао од пре свега рекреативне активности ограничене на мале групе ентузијаста до широко популарне активности, како за учеснике тако и за гледаоце, укључујући онлајн приступ, са многим професионалним играчима и вишемилионским наградама за турнире.

## Историја
О историји покера се може дебатовати. Налик је Персијској игри ас нас, и могуће су персијски морнари пренели у Њу Орлеанс. Име је пореклом настало од француске речи poque, која је пореклом из Немачке речи pochen. Није јасно порекло покера и веза са играма ових назива. Игра је повезана са истим пореклом ренесансне игре примеро и француског брелана. Енглеска игра браг, јасно настала од брелана, а укључивала је блефирање. Могуће је да су све ове игре допринеле стварању покера каквог знамо данас.
За разлику од уобичајене верзије покера, студ са седам карата појавио се тек средином 19. века, и углавном га је проширила америчка војска. Постао је основни производ у многим коцкарницама након Другог светског рата, а популарност је порасла са појавом Светске серије покера 1970-их.
Тексашки холдем и друге друштвене игре картама почеле су да доминирају сценом коцкања у наредних неколико деценија. Телевизијски пренос покера је био посебно снажан утицај на повећање популарности игре на прелазу миленијума, што је резултирало бумом покера неколико година касније између 2003. и 2006. Данас је игра постала изузетно популарна забава широм света.

## Варијације покера
Постоје разне варијације покера као што су тексас холдем, стад и бадуги. Најпопуларнија варијација је Тексас Холдем, а на другом месту по популарности се налази Омаха.

## Компјутерски програми
Различите играче компјутерског покера развили су истраживачи са Универзитета Алберта, Универзитета Карнеги Мелон и Универзитета у Окланду, између осталих.
У чланку из јануара 2015. објављеном у часопису Science, група истраживача углавном са Универзитета Алберта објавила је да су „у суштини углавном решили“ хедс-ап лимит Тексашког Холдема својим развојем Сефијус покерског бота. Аутори су тврдили да би Сефијус у просеку губио највише 0,001 великих блиндова по игри од свог противника најгорег случаја, и да је стратегија тако „близу оптималној“ да „не може бити статистички значајно надмашена током људског века играча покера."